# Конго (фільм)
«Конго» (англ. Congo) — американський пригодницький фільм режисера Френка Маршалла. Екранізація однойменного роману Майкла Крайтона.

## Сюжет
У глибини екваторіальної Африки американською компанією Travicom послана експедиція з 8 людей. Вони розшукують стародавнє місто, де знаходяться скарби з алмазами. Під час сеансу зв'язку з штаб-квартирою по супутниковому відеозв'язку на мандрівників нападають невідомі кошлаті істоти, які швидко і нещадно вбивають всю експедицію.
На пошуки споряджається рятувальний загін. У нього входить співробітник Travicom Чарльз Тревіс і його дівчина, доктор Карен Росс. У той же час співробітник університету Берклі, дослідник поведінки приматів Пітер Елліотт домагається чудового прогресу в експериментах з горилою Емі. Йому вдається налаштувати складну систему, яка перетворює жестову мову горили в голос і з мавпою стає можливим спілкуватися. Виявляється, що Емі походить родом саме з тих місць, де зникла експедиція і вона може виявитися корисною. Насправді Пітер хоче повернути Емі назад на її батьківщину.
Рятувальникам насилу вдається знайти спонсора. Ним стає підозрілий тип, багатий румун на ім'я Херкемер Хомолка. Вже прилетівши до Африки, Тревіс дізнається, що і першу експедицію споряджав і направляв також він. Проте вибору немає, і тільки Хомолка може вказати хоч на якісь сліди зниклих друзів. Рятувальній експедиції належить пережити безліч смертельно небезпечних пригод, поки вони не дістануться до втраченого в глибині джунглів міста. На варті скарбів стоїть плем'я розумних горил, готових безжально вбити будь-якого чужинця…

## У ролях
- Лора Лінні — доктор Карен Росс
- Ділан Волш — доктор Пітер Елліот
- Ерні Гадсон — капітан Мунро Келлі
- Тім Каррі — Геркемер Гомолка
- Грант Геслов — Річард
- Джо Дон Бейкер — Р. Б. Тревіс
- Лорен Но — Емі
- Адевале Акінуойє-Агбадже — Кахега
- Мері Еллен Трейнор — Мойра
- Місті Росас — горила Емі
- Стюарт Пенкін — Бойд
- Керолін Сеймур — Елеонора Ромі
- Ромі Роузмонт — помічник
- Джеймс Карен — президент коледжу
- Білл Пугін — Вільям
- Лоуренс Т. Ренц — Професор Арлісс Вендер
- Роберт Альмодовар — Руді, служба безпеки TraviCom
- Кетлін Коннорс — Саллі
- Джоель Вайсс — TraviCom оператор
- Джон Гоукс — Боб Дрісколл
- Пітер Джейсон — містер Янус
- Джиммі Баффетт — пілот 727
- Джеймс Парадайз — працівник транспорту 1
- Вільям Джон Мерфі — працівник транспорту 2
- Том Беррі — Самахані
- Айо Адежугбі — охоронець африканського аеропорту
- Кевін Гревье — співробітник КПП
- Карара Мухоро — солдат КПП
- Дарнелл Сеттлс — інспектор лікарні
- Майкл Чайнімурінді — Клод з Момбаси
- Віллі Амакай — головний носильник
- Маланг — носильник
- Джей Спід Форні — носильник
- Шелтон Мак — носильник
- Девід Мунгай — носильник
- Ентоні Матун — носильник
- Сільвестр Мвангі — носильник
- Лес Робінсон — носильник
- Нельсон Шаліта — носильник
- Е.Дж. Каллаган — пілот DC-3
- Гай Толей — другий пілот DC-3
- Джексон Гітонга — член племені Мізуму
- Ендрю Камую — член племені Мізуму
- Фідель Батек — знахар
- Шайна Фокс — Емі (озвучка)
- Брюс Кемпбелл — Чарльз Тревіс
- Тейлор Ніколс — Джеффрі Вімс
- Адевале Акінойе-Агбаже — Кахега
- Девід Ентоні — горила
- Брайан Ла Роза — горила
- Джон Манро Камерон — горила
- Джон Александер Лоу — горила
- Джей Капуто — горила
- Гарон Майкл — горила
- Пітер Елліотт — горила
- Девід Ст. П'єр — горила
- Елдон Джексон — горила
- Філіп Тан — горила
- Ніколас Каді — горила
- Крістофер Антонуччі — горила

в титрах не вказані
- Лорен Кросс — дух племені
- Делрой Ліндо — капітан Ванта
- Джо Пантольяно — Едді Вентро
- Пол Спікс — вчений

## Цікаві факти
- Режисер Френк Маршалл мав намір у сценах з горилами використовувати так добре зарекомендувала себе у «Парку Юрського періоду» (1993) комп'ютерну графіку, але змушений був відмовитися від неї на користь більш традиційних аніматроніки, спеціальних костюмів і ляльок. Основною перешкодою виявилося те, що існували на той момент технології, які не дозволяли реалістично відобразити складний і обширний волосяний покрив мавп.
- Г'ю Грант і Робін Райт Пенн відхилили запропоновані ним головні ролі в картині.
- Брюс Кемпбелл пробувався на роль доктора Пітера Еліота, але отримав натомість меншу за значимістю роль Пітера Тревіса.
- Вулкан, показаний у фільмі, це діючий вулкан Аренал, що знаходиться на північному сході Коста-Рики (висота 1657 метрів). Деякі кадри були зняті також на схилах розташованого поруч більш відомого вулкана Ірасему, висота якого становить 3432 метри над рівнем моря.
- Ділан Волш грає у фільмі доктора Пітера Еліота, фахівця з приматів, який повертає горилу в дику середу. У реальності Пітер Елліот це постановник сцен з горилами і виконавець ролей мавп в багатьох голлівудських кінострічках, в тому числі і в цій.
- Одна з ключових ролей у фільмі могла дістатися Фреду Долтон Томпсону, але актор відхилив пропозицію, що поступила.
- Як алмази у фільмі були використані так звані Геркімерські алмази, які насправді являють собою схожі на них кварцові кристали і добуваються в основному в окрузі Геркимер, штат Нью-Йорк. Це єдині дорогоцінні й напівкоштовні камені, які нагадують алмази, і можуть досягати настільки великої величини.
- Діамант, скинутий в одній зі сцен в кінці фільму з повітряної кулі, так і не вдалося знайти, і він був загублений.
- Зйомки картини проходили з 26 вересня 1994 року по 17 лютого 1995 в Каліфорнії, Коста-Риці, Кенії, Танзанії та Уганді.